# Santeri Paloniemi
Santeri Paloniemi (ur. 8 listopada 1993 w Kuusamo) – fiński narciarz alpejski, dwukrotny medalista mistrzostw świata juniorów.

## Kariera
Po raz pierwszy na arenie międzynarodowej Santeri Paloniemi pojawił się 22 listopada 2008 roku w Ruka, gdzie w zawodach FIS Race zajął trzynaste miejsce w slalomie. W 2010 roku wystartował na mistrzostwach świata juniorów w Mont Blanc, zajmując dziewiąte miejsce w slalomie i 45. miejsce w gigancie. Jeszcze trzykrotnie startował w zawodach tego cyklu, największy sukces osiągając podczas mistrzostw świata juniorów w Roccaraso w 2012 roku, gdzie zwyciężył w slalomie. W zawodach tych wyprzedził bezpośrednio Henrika Kristoffersena z Norwegii oraz Szwajcara Reto Schmidigera. W tej samej konkurencji zdobył także brązowy medal na rozgrywanych rok później mistrzostwach świata juniorów w Quebecu, ulegając tylko Austriakowi Manuelowi Fellerowi i Ramonowi Zenhäusernowi ze Szwajcarii. W zawodach Pucharu Świata zadebiutował 14 listopada 2010 roku w Levi, gdzie nie zakwalifikował się do drugiego przejazdu w slalomie. Pierwsze pucharowe punkty wywalczył 18 marca 2012 roku w Schladming, zajmując siedemnaste miejsce w tej samej konkurencji. Najlepsze wyniki osiągał w sezonie 2012/2013, kiedy zajął 98. miejsce w klasyfikacji generalnej.
W 2011 roku startował na mistrzostwach świata w Garmisch-Partenkirchen, gdzie nie ukończył pierwszego przejazdu slalomu. Na rozgrywanych dwa lata później mistrzostwach świata w Schladming zajął szesnaste miejsce. Brał także udział w igrzyskach olimpijskich w Soczi w 2014 roku, gdzie ponownie nie ukończył rywalizacji w slalomie.

## Osiągnięcia

### Igrzyska Olimpijskie
| Miejsce | Dzień     | Rok  | Miejscowość | Konkurencja | Czas biegu  | Strata | Zwycięzca  |
| ------- | --------- | ---- | ----------- | ----------- | ----------- | ------ | ---------- |
| DNF2    | 22 lutego | 2014 | Soczi       | Slalom      | 1:41,84 min | -      | Mario Matt |

### Mistrzostwa świata
| Miejsce | Dzień     | Rok  | Miejscowość | Konkurencja | Czas biegu  | Strata  | Zwycięzca            |
| ------- | --------- | ---- | ----------- | ----------- | ----------- | ------- | -------------------- |
| DNF1    | 20 lutego | 2011 | Ga-Pa       | Slalom      | 1:41,72 min | -       | Jean-Baptiste Grange |
| 16.     | 17 lutego | 2013 | Schladming  | Slalom      | 1:51,03 min | +3,00 s | Marcel Hirscher      |

### Mistrzostwa świata juniorów
| Miejsce | Dzień       | Rok  | Miejscowość       | Konkurencja | Czas biegu  | Strata  | Zwycięzca            |
| ------- | ----------- | ---- | ----------------- | ----------- | ----------- | ------- | -------------------- |
| 43.     | 1 lutego    | 2010 | Region Mont Blanc | Supergigant | 1:29,71 min | +6,35 s | Maxence Muzaton      |
| 9.      | 2 lutego    | 2010 | Region Mont Blanc | Slalom      | 1:30,97 min | +2,21 s | Reto Schmidiger      |
| DNF1    | 30 stycznia | 2011 | Crans-Montana     | Gigant      | 2:19,62 min | -       | Alexis Pinturault    |
| 5.      | 31 stycznia | 2011 | Crans-Montana     | Slalom      | 1:28,54 min | +2,78 s | Reto Schmidiger      |
| DNF2    | 7 marca     | 2012 | Roccaraso         | Gigant      | 2:39,50 min | -       | Henrik Kristoffersen |
| 1.      | 9 marca     | 2012 | Roccaraso         | Slalom      | 1:38,44 min | -       | -                    |
| 3.      | 26 lutego   | 2013 | Québec            | Slalom      | 1:59,40 min | +1,17 s | Manuel Feller        |

### Puchar Świata

#### Miejsca w klasyfikacji generalnej
- sezon 2010/2011: niesklasyfikowany
- sezon 2011/2012: niesklasyfikowany
- sezon 2012/2013: 98.
- sezon 2013/2014: 137.
- sezon 2014/2015: niesklasyfikowany

#### Miejsca na podium w zawodach
Paloniemi nie stawał na podium zawodów PŚ.